# 上西雄大
上西 雄大（うえにし ゆうだい、1964年 - ）は、日本の俳優、映画監督。映像劇団テンアンツ所属。

## 略歴・人物
- 2012年、 劇団テンアンツを発足、芸能プロダクション10ANTSへ発展。
- 2013年より、劇団の定期公演をスタート。毎年、東京・大阪で公演を続ける。
- 2016年、短編集オムニバス映画『10匹の蟻』を⼿始めに10ANTSでの映画製作を開始。
- 2017年、映画『ひとくず』より本格的に映画製作に取り組み、劇場公開を果たす。『ひとくず』[1] 以降、精力的に映画制作を続けている。
- 2019年、プロダクション形態から映画制作10ANTSへ発展。
- 2020年、3月に『ひとくず』全国ロードショー開始。コロナ禍の影響で一時中断したものの、約半年後に再スタートし、2021年8月現在も劇場上映を続けている。[2]
- 2020年、自身の劇団を“映画も舞台も制作する劇団”として、映像劇団テンアンツとして改名。
- 2021年、映画『ねばぎば 新世界』全国ロードショー開始。[3]
- 2022年、映像劇団テンアンツ第５０回記念公演として、映画『ひとくず』を舞台『ひとくず』として公演、舞台は今後再演しないとし、連日満席の中、この作品にかける一入ならぬ思いを熱く伝えた。大阪公演：11月29日(火)～12月５日（月：千秋楽）、東京公演：12月21日（水）～28日（水：千秋楽、24日クリスマスイヴVer.、25日クリスマスVer.あり）大阪はあべのハルカス近鉄アート館、東京公演は世田谷区北沢タウンホールで開催。
- 2025年7月4日から9日まで、劇団テンアンツ59回公演として舞台『ひとくず』を本多劇場にて再演。本多劇場での公演は劇団としての目標だったという。初日は客入れが間に合わず開演が40分も押すトラブルに見舞われながらも盛況の中での幕開けとなった。

## 特技・資格
普通自動車免許・大型二輪免許・調理師免許

## 出演

### 映画
- 太秦ヤコペッティ（2013年6月29日公開、監督：宮本杜朗）
- I am ICHIHASHI 逮捕されるまで（2013年11月9日公開、監督：ディーン・フジオカ）
- 短編映画「ロールキャベージの嘘」 - 主演
- 新世界歌謡道パートII（2014年6月7日公開、監督：安田淳一） - やくざ
- 太秦ライムライト（2014年6月14日公開、監督：落合賢） - 渡部
- 短編映画「愛しき家族」 - 主演
- あのひと（2016年5月28日公開、監督：山本一郎） - 医師
- Mr.マックスマン（監督：増田哲英） - 内閣総理大臣付SP
- 10匹の蟻（監督・脚本：上西雄大）
- デスノート Light up the NEW world（2016年10月29日公開、監督：佐藤信介） - 大河明良
- ごはん（2017年1月21日公開、監督：安田淳一） - 医師
- 沈黙 -サイレンス-（米国：2016年12月23日公開 / 日本：2017年1月21日公開、監督：マーティン・スコセッシ） - 牢番人
- HER MOTHER（2017年9月9日、監督：佐藤慶紀） - 吉村刑事
- 姉妹（2017年10月公開、監督・脚本：上西雄大） - 黒崎晃嗣（運転手）
- 恋する（2018年、監督・脚本：上西雄大） - 主演・高橋勇司
  - 第4回賢島映画祭 主演男優賞／準グランプリ
- のみとり侍（2018年5月18日公開、監督：鶴橋康夫） - 野次馬
- フォルトゥナの瞳（2019年2月15日公開、監督：三木孝浩） - 電車運転士
- 凜-りん-（2019年2月22日公開、監督：池田克彦） - 駐在警察官 佐渡
- ひとくず（2020年3月公開、監督・脚本：上西雄大） - 主演・金田匡郎

- - 第12回ロンドン国際映画祭 最優秀主演男優賞
  - 第6回ミラノ国際映画祭 主演男優賞
  - 第7回ニース国際映画祭 主演男優賞
- 「ファンファーレが鳴り響く」（2020年10月17日公開、監督：森田和樹） - 直人
- ねばぎば 新世界（2021年7月10日公開、監督・脚本：上西雄大） - 主演・神木雄司
  - WICA2021（ワールド・インデペンデント・シネマ・アワード2021）外国語映画部門主演男優賞W受賞
- 西成ゴローの四億円（2022年公開、監督・脚本：上西雄大、製作総指揮：奥山和由） - 主演・土師悟朗（ゴロー）
  - 西成ゴローの四億円（2022年2月12日公開）
  - 西成ゴローの四億円 死闘篇（2022年2月19日公開）
- 風が通り抜ける道」（2024年1月12日公開、監督：田中壱征）、イオンエンターテイメント、沖縄県後援 - 森中二等陸曹
- 獣手（2024年1月27日公開、監督：夏目大一朗） - 須藤章[4]

### テレビドラマ
- EX「刑事ゼロ」第4話（2019年1月24日、テレビ朝日） - サイバー班刑事
- 孤独のグルメ Season7 特別編 （2018年12月31日、テレビ東京）- 梨門邸・西田夫客 役[5]
- EX「時代劇スペシャル 無用庵隠居修行2」（2018年9月8日、BS朝日） - 門番
- NHK「立花登青春手控え3」第一、七回（2021年、NHK） - 黒雲の銀次
- CX「科捜研の女 SEASON17」第6話 - 峰岸勇
- TBS「水戸黄門」（平田博志監督）4話 - 番頭
- CZ「欠点だらけの刑事」 - 食堂主人
- NHK BSプレミアム「平成細雪」- 消防団員
- CX「遺留捜査」 - 酒屋配達員
- EX「人間の証明」
- BS朝日「大江戸事件帖 美味でそうろう2」
- NHK BS「雲霧仁左衛門3」
- CX「科捜研の女 SEASON16」第8話 - 尾野﨑慎也
- EX「おみやさん スペシャル2」 - 刑事 浜口達哉
- NTV「臨床犯罪学者 火村英生の推理」 - 金融屋社長
- EX「おみやさん スペシャル」 - 刑事浜口達哉
- EX「狩矢父娘シリーズ（17）京都・開運ツアー殺人事件!」 - 新聞記者 市川
- TX「警視庁特命刑事☆二人〜代官山コールドケース〜」水曜ミステリー9 - クライアント社長
- TBS「下町ロケット」 - 裁判所書記官
- EX「相棒14」 - 囚人 千々谷
- EX「ドクター彦次郎」 - 本物の瀬川亜貴二
- EX「民王」 - 泰山担当医師
- CX「リスクの神様」 - 株主企業社長
- EX「エイジハラスメント」 - 総務部社員 上西
- TBS「居酒屋もへじ4」 - 居酒屋の客
- YBS「天皇の料理番」 - 大膳
- EX「迷宮捜査」 - 刑事
- EX「遺留捜査」 - 刑事
- TX「大江戸捜査網2015~隠密同心、悪を斬る!」 - 遊郭の上客
- TBS「全盲の僕が弁護士になった理由」 - 弁護士
- EX「監察官・羽生宗一」 - 刑事 浅野
- CX「命ある限り戦え、そして生き抜くんだ」終戦記念スペシャルドラマ（2014年8月15日） - 沢口五郎大佐
- EX「刑事110キロ特別編! 規格外俳優・石塚英彦の魅力110%SP」 - 外科医 野村
- TBS「アリスの棘」 - 治験患者
- EX「SP〜警視庁警護課 4」 - 狙撃犯
- TX「刑事」 - 刑事
- TBS「隠蔽捜査」 - レポーター
- EX「おみやさん 新春スペシャル」 - 刑事
- TX「作家探偵・山村美紗3〜京都・舞妓殺人死者からの招待状〜」水曜ミステリー9 - 刑事
- NHK「純と愛」（2012年） - レスキュー隊 隊長
- KTV「ヨメ代行はじめました。」（2013年） - オタク
- KTV「呪報2405 ワタシが死ぬ理由」（2012年） - 梶谷
- NHK総合「ひきこもり先生」シーズン2（2022年12月17日前編・24日後編） - 加藤（学年主任）

### テレビ番組
- NTV「ぐるナイ」挿入ドラマ
- TBS「トコトン掘り下げ隊! 生き物にサンキュー!!」
- TVO「たかじんNOマネー GOLDEN BLACK」
- TVO「たかじんNOマネー BLACK」
- KTV「ちゃちゃ入れマンデー」
- TBS「池上彰の生きるための選択」
- KTV「よ〜いドン」 - 松田優作
- CX「Mr. サンデー」挿入ドラマ
- KTV「ハピくるっ！」挿入ドラマ（実話に基づく再現ドラマ）出演・脚本
- NHK「クローズアップ現代」 - DV夫
- CX「奇跡体験！アンビリバボー」 - 刑事
- TBS「ニンゲン観察バラエティ モニタリング」 - ヤクザ
- TBS「ぴったんこカンカン」 - 弁護士
- NHK「歴史秘話ヒストリア」 - 織田信行（信勝）
- NHK「歴史秘話ヒストリア」千姫 - 後藤又兵衛
- KTV「にじいろジーン（輝くオンナの人生劇場） - 主人公の恋人[
- ABC「ビーバップ！ハイヒール」 - フリーメイソン 明村

### ＣＭ
- au
- ダイキンエアコン
- 大阪青果物商業協同組合
- 千里分譲マンション

### Ｖシネマ
- CONFLICT 〜最大の抗争〜 第三章,第四章（2018年） - 三代目阪王会明神組組員 崔明進
- 日本極道戦争（2018年） - 大阪府警刑事・徳永志郎
- 制覇17（2018年） - 六代目難波組山地組若頭補佐 石竜会会長 伊藤貞夫
- YOKOHAMA BLACK6（2018年） - 稲葉和巳
- ギャングシティ 大阪黙示録（2018年） - 刑事 久保正樹
- 組長への道　餓鬼極道2（2019年） - クラブのオーナー ニシナ
- CONFLICT 〜最大の抗争〜 外伝 織田征仁（2019年） - 天道会織田組若頭 八木勘吉（織田組組長織田慶次の運転手）
- 日本統一37・38（2020年） - 丸神会幹事長補佐 甲信会会長 竹野忠信
- 下町任侠伝 鷹（2021年-2022年） - 不動産会社NEWBORN専務 片山
- 織田同志会 織田征仁4-8（2020年-2021年） - 元・天道会 八木勘吉（スズキ）

### 演劇

#### 映像劇団テンアンツ公演
- 2013年～
  - 「探偵ハ物語」東京公演（2024年9月11日初日）
  - 「ヌーのコインロッカーは使用禁止」東京公演（2023年）
  - 「探偵かねだはじめたがやすけ　犬噛唐草殺人事件」東京公演（2023年）
  - 「コオロギからの手紙」東京公演　主演・脚本・演出
  - 「板の上の二人と三人そしてひとり」作・演出・出演
  - 「曼珠沙華」作・演出・出演
  - 「コオロギからの手紙」東京公演　主演・脚本・演出　　
  - 「コオロギからの手紙」アナザーエンディング　主演・脚本・演出
  - 「板の上の二人と三人そしてひとり」作・演出・出演
  - 「寿（ヒトシ）と三人の英霊」作・演出・出演
  - 「もぐらのむすめ」作・演出・出演
  - 「コオロギからの手紙」作・演出・出演
  - 「ひとくず」大阪・東京公演　主演・脚本・演出

#### 客演
- 2014年　
  - 演劇集団芝居小舎「島ニテ 父、漁師タリ」脚本・出演
- 2013年
  - 演劇集団芝居小舎「隠人 - おに -」出演
  - 中川雅夫どんちょう会第三十四回公演「あの世とこの世の匙加減」脚本・出演

### ＰＶ
- 「パンキッシュ」NMB48
- 「世界の中心は大阪や 〜なんば自治区〜」（通常盤Type-B DVD収録）
- 「てっぺんとったんで! 完全版」（ヤクザ役（NMB48「てっぺんとったんで!」通常盤Type-B」DVD収録）
- 「スターになんてなりたくない」NMB48（2015）

## 脚本・監督・演出

### 映画
- 10ANTS制作映画（脚本・監督・出演）
  - 短編オムニバス「10匹の蟻」
  - 中編「姉妹」
  - 長編「恋する」
  - ひとくず（2020年3月14日公開）
  - ねばぎば新世界（2021年7月10日公開）
  - 西成ゴローの四億円（2022年2月12日公開）
  - 西成ゴローの四億円 死闘篇（2022年2月12日公開）
  - 宮古島物語ふたたヴィラ（2023年3月18日公開）
  - ヌーのコインロッカーは使用禁止（2023年4月7日公開）
  - 宮古島物語ふたたヴィラ 再開ぬ海（2024年3月1日公開）
  - うさぎのおやこ（2024年3月22日公開）[6]

### Vシネマ
- 日本極道戦争 第1章 - 第8章（2019年 - 2020年）脚本のみ ※神木雄司名義
- CONFLICT 〜最大の抗争〜 外伝 織田征仁 第1章・第2章（2019年）脚本のみ ※神木雄司名義
- CONFLICT 〜最大の抗争〜 第5章 - 第8章（2019年）脚本のみ ※神木雄司名義
- 下町任侠伝 鷹1・2・3・4（2020年 - 2021年）脚本のみ ※神木雄司名義

### テレビ
- 「ハピくるっ!」挿入ドラマ脚本（脚本・出演）

### 舞台

#### 外部（脚本・出演）
- 演劇集団芝居小舎「島ニテ 父、漁師タリ」
- 中川雅夫どんちょう会第三十四回公演「あの世とこの世の匙加減」

#### 映像劇団テンアンツ（脚本・演出・出演）
- コオロギからの手紙
- 板の上の二人と三人そして一人
- もぐらのむすめ
- 曼珠沙華
- ヌーのコインロッカーは使用禁止
- かみのいえ
- 寿（ひとし）と三人の英霊
- ひとくず

他

## 受賞

### 2018年
- 第4回賢島映画祭 - 「恋する」助演男優賞
- 第5回ミラノ国際映画祭 - 「姉妹」外国語短編部門グランプリ

### 2019年
- 東京神田神保町映画祭2019「泥マンのドラマ」（TKFF2019） - Midori-Impuls賞
- 第12回ロンドン国際映画祭（LONDON IFF）｢ひとくず｣（英題「KANEMASA」） - 外国語部門最優秀作品賞[7]
- 第6回ミラノ国際映画祭（Milan IFF） - ｢ひとくず｣（英題「KANEMASA」)最優秀作品賞[8]
- 第5回賢島映画祭 - 「ひとくず」特別賞、主演女優賞（小南希良梨）[9]
- 第7回マドリード国際映画祭（Madrid IFF） - ｢ひとくず｣（英題「KANEMASA」）助演女優賞W受賞（古川藍、徳竹未夏）[10]
- 第2回熱海国際映画祭 - 「ひとくず」最優秀監督賞、最優秀俳優賞（小南希良梨）[11]
- 第7回ニース国際映画祭（NICE IFF） - ｢ひとくず｣（英題「KANEMASA」）助演女優賞（古川藍）

### 2020年
- 第8回ニース国際映画祭（オンライン開催）「ねばぎば新世界」（洋題「OSAKA BROS」）外国語部門最優秀作品賞、最優秀脚本賞[12]